# Sao biến quang Alpha Cygni
Sao biến quang Alpha Cygni là các ngôi sao biến quang thể hiện các xung không xuyên tâm, có nghĩa là một số phần của bề mặt sao đang co lại cùng lúc với các phần khác mở rộng. Chúng là những ngôi sao siêu khổng lồ thuộc loại quang phổ B hoặc A. Biến thiên về độ sáng theo thứ tự 0,1 độ sáng có liên quan đến các xung, thường có vẻ không đều, do bị phách đập trong nhiều chu kỳ xung. Các xung thường có thời gian từ vài ngày đến vài tuần.
Nguyên mẫu của những ngôi sao này, Deneb (α Cygni), thể hiện sự dao động về độ sáng giữa các cường độ +1,21 và +1,29. Các sao biến thể nhanh có biên độ nhỏ đã được biết đến ở nhiều ngôi sao siêu lớn đầu tiên, nhưng chúng không được nhóm chính thức thành một lớp cho đến khi phiên bản thứ tư của Danh mục chung về các ngôi sao biến đổi được xuất bản năm 1985. Người ta đã sử dụng từ viết tắt ACYG cho các sao biến Alpha Cygni. Nhiều sao biến quang màu xanh lam phát sáng (LBV) cho thấy biến thiên kiểu Alpha Cygni trong các pha tĩnh (nóng) của chúng, nhưng phân loại LBV thường được sử dụng trong những trường hợp này.
Một số lượng lớn (32) sao biến dạng này đã được phát hiện bởi Christoffel Waelkens và các đồng nghiệp đang phân tích dữ liệu Hipparcos trong một nghiên cứu năm 1998.

## Xung
Các xung của các sao biến thiên Alpha Cygni không được hiểu đầy đủ. Chúng không bị giới hạn trong phạm vi hẹp của nhiệt độ và độ chói theo cách mà hầu hết các ngôi sao đang dao động. Thay vào đó, hầu hết các siêu sao A và B phát sáng, và có thể cả các sao O và F, cho thấy một số loại xung quy mô nhỏ không thể đoán trước. Các xung xuyên tâm chế độ lạ không điều hòa được dự đoán nhưng chỉ dành cho các siêu sao phát sáng nhất. Các xung cũng đã được mô hình hóa cho các siêu sao ít phát sáng hơn bằng cách giả sử chúng là các sao siêu sao sau đỏ có khối lượng thấp, nhưng hầu hết các biến Alpha Cygni dường như không chuyển qua giai đoạn siêu sao đỏ.
Các xung có thể được gây ra bởi cơ chế kappa, gây ra bởi các biến thể độ mờ của sắt, với các chế độ lạ tạo ra các khoảng thời gian ngắn quan sát được cho cả các xung xuyên tâm và không xuyên tâm. Các chế độ g không được tính toán có thể tạo ra các biến thể thời gian dài hơn, nhưng chúng không được quan sát thấy trong các biến Alpha Cygni.